# Mapania
Genre
Mapania est un genre de plantes de la famille des Cyperaceae et dont l'espèce-type est Mapania sylvatica  Aubl..

## Histoire naturelle
En 1775, le botaniste Aublet propose la diagnose suivante : 

« MAPANIA. (Tabula 17.) 
Involucrum. monophyllum, trifoliatum ; foliolis ampliſſimis, ovatis, acutis, glabris, integerrimis, ſtriatis ; nervis longitudinalibus.
CAL. Perianthium hexaphyllum, foliis oblongis, ovatis, dentatis, acutis, concavis, imbricatis.
COR. nulla.
STAM. Filamenta tria, receptaculo germinis inſerta. Antheræ oblongæ, tetragonæ, biloculares.
PIST. Germen ovatum. Stylus longus. Stigmata tria, filiformia.
PER. ... 
SEM. unicum. »

## Liste des espèces et sous-espèces
Selon Catalogue of Life (22 octobre 2017) :
- Mapania africana Boeckeler
- Mapania amplivaginata K.Schum.
- Mapania angustifolia Uittien
- Mapania archboldii Uittien
- Mapania arunachalensis G.D.Pal
- Mapania assimilis T.Koyama
- Mapania aturensis D.A.Simpson
- Mapania baccifera C.B.Clarke
- Mapania balansae (E.G.Camus) T.Koyama
- Mapania baldwinii Nelmes
- Mapania bancana (Miq.) T.Koyama
- Mapania borneensis Merr.
- Mapania bougainvillensis D.A.Simpson
- Mapania caudata Kük.
- Mapania coodei D.A.Simpson
- Mapania coriandrum Nelmes
- Mapania costata Lye
- Mapania cuatrecasasii T.Koyama
- Mapania cuspidata (Miq.) Uittien
- Mapania debilis C.B.Clarke
- Mapania effusa (C.B.Clarke) T.Koyama
- Mapania enodis (Miq.) C.B.Clarke
- Mapania ferruginea Ridl.
- Mapania floribunda (Nees ex Steud.) T.Koyama
- Mapania foxworthyi Merr.
- Mapania graminea Uittien
- Mapania hispida D.A.Simpson
- Mapania holttumii J.Kern
- Mapania imeriensis (Gross) T.Koyama
- Mapania immersa (Thwaites) Benth. ex C.B.Clarke
- Mapania insignis Sandwith
- Mapania ivorensis (J.Raynal) J.Raynal
- Mapania kurzii C.B.Clarke
- Mapania latifolia Uittien
- Mapania liberiensis D.A.Simpson
- Mapania linderi Hutch. ex Nelmes
- Mapania longiflora C.B.Clarke
- Mapania lorea Uittien
- Mapania macrantha (Boeckeler) H.Pfeiff.
- Mapania macrocephala (Gaudich.) K.Schum.
- Mapania macrophylla (Boeckeler) H.Pfeiff.
- Mapania maguireana T.Koyama & Steyerm.
- Mapania mangenotiana Lorougnon
- Mapania mannii C.B.Clarke
- Mapania maschalina J.Kern
- Mapania meditensis D.A.Simpson
- Mapania micrococca (T.Koyama) D.A.Simpson
- Mapania micropandanus Holttum
- Mapania minor (Nelmes) J.Raynal
- Mapania monostachya Uittien
- Mapania moseleyi C.B.Clarke
- Mapania neblina D.A.Simpson
- Mapania nudispica T.Koyama
- Mapania obscuriflora D.A.Simpson
- Mapania pacifica (Hosok.) T.Koyama
- Mapania palustris (Hassk. ex Steud.) Fern.-Vill.
- Mapania paradoxa J.Raynal
- Mapania pedunculata D.A.Simpson
- Mapania pubisquama Cherm.
- Mapania purpuriceps (C.B.Clarke) J.Raynal
- Mapania pycnocephala (Benth.) Benth.
- Mapania pycnostachya (Benth.) T.Koyama
- Mapania raynaliana D.A.Simpson
- Mapania rhynchocarpa Lorougnon & Raynal
- Mapania richardsii Uittien
- Mapania rionegrensis D.A.Simpson
- Mapania sessilis Merr.
- Mapania seychellaria D.A.Simpson
- Mapania silhetensis C.B.Clarke
- Mapania soyauxii (Boeckeler) H.Pfeiff.
- Mapania spadicea Uittien
- Mapania squamata (Kurz) C.B.Clarke
- Mapania steyermarkii T.Koyama
- Mapania sumatrana (Miq.) Benth.
- Mapania surinamensis Uittien
- Mapania sylvatica Aubl.
- Mapania tamdaoensis N.K.Khoi
- Mapania tenuiscapa C.B.Clarke
- Mapania tepuiana (Steyerm.) T.Koyama
- Mapania testui Cherm.
- Mapania theobromina D.A.Simpson
- Mapania tonkinensis (E.G.Camus) T.Koyama
- Mapania vitiensis (Uittien) T.Koyama
- Mapania wallichii C.B.Clarke
- Mapania zeylanica (Thwaites) Trimen

Selon ITIS (22 octobre 2017) :
- Mapania macrocephala K. Schum ex Warb
- Mapania sumatrana (Miq.) Benth.

Selon NCBI (22 octobre 2017) :
- Mapania assimilis
- Mapania bancana
- Mapania cuspidata
  - sous-espèce Mapania cuspidata subsp. cuspidata
- Mapania lorea
- Mapania macrocephala
- Mapania macrophylla
- Mapania meditensis
- Mapania multiflora
- Mapania palustris
- Mapania paradoxa
- Mapania tenuiscapa

Selon The Plant List (22 octobre 2017) :
- Mapania africana Boeckeler
- Mapania amplivaginata K.Schum.
- Mapania angustifolia Uittien
- Mapania archboldii Uittien
- Mapania arunachalensis G.D.Pal
- Mapania assimilis T.Koyama
- Mapania aturensis D.A.Simpson
- Mapania baccifera C.B.Clarke
- Mapania balansae (E.G.Camus) T.Koyama
- Mapania baldwinii Nelmes
- Mapania bancana (Miq.) T.Koyama
- Mapania borneensis Merr.
- Mapania bougainvillensis D.A.Simpson
- Mapania caudata Kük.
- Mapania coodei D.A.Simpson
- Mapania coriandrum Nelmes
- Mapania cuatrecasasii T.Koyama
- Mapania cuspidata (Miq.) Uittien
- Mapania debilis C.B.Clarke
- Mapania effusa (C.B.Clarke) T.Koyama
- Mapania enodis (Miq.) C.B.Clarke
- Mapania ferruginea Ridl.
- Mapania floribunda (Nees ex Steud.) T.Koyama
- Mapania foxworthyi Merr.
- Mapania graminea Uittien
- Mapania hispida D.A.Simpson
- Mapania holttumii J.Kern
- Mapania imeriensis (Gross) T.Koyama
- Mapania immersa (Thwaites) Benth. ex C.B.Clarke
- Mapania insignis Sandwith
- Mapania ivorensis (J.Raynal) J.Raynal
- Mapania kurzii C.B.Clarke
- Mapania latifolia Uittien
- Mapania liberiensis D.A.Simpson
- Mapania linderi Hutch. ex Nelmes
- Mapania longiflora C.B.Clarke
- Mapania lorea Uittien
- Mapania macilenta (Ohwi) T. Koyama
- Mapania macrantha (Boeckeler) H.Pfeiff.
- Mapania macrocephala (Gaudich.) K.Schum.
- Mapania macrophylla (Boeckeler) H.Pfeiff.
- Mapania maguireana T.Koyama & Steyerm.
- Mapania mangenotiana Lorougnon
- Mapania mannii C.B.Clarke
- Mapania maschalina J.Kern
- Mapania meditensis D.A.Simpson
- Mapania micrococca (T.Koyama) D.A.Simpson
- Mapania micropandanus Holttum
- Mapania minor (Nelmes) J.Raynal
- Mapania monostachya Uittien
- Mapania moseleyi C.B.Clarke
- Mapania neblina D.A.Simpson
- Mapania nudispica T.Koyama
- Mapania obscuriflora D.A.Simpson
- Mapania pacifica (Hosok.) T.Koyama
- Mapania palustris (Hassk. ex Steud.) Fern.-Vill.
- Mapania paradoxa J.Raynal
- Mapania pedunculata D.A.Simpson
- Mapania pubisquama Cherm.
- Mapania purpuriceps (C.B.Clarke) J.Raynal
- Mapania pycnocephala (Benth.) Benth.
- Mapania pycnostachya (Benth.) T.Koyama
- Mapania raynaliana D.A.Simpson
- Mapania rhynchocarpa Lorougnon & Raynal
- Mapania richardsii Uittien
- Mapania rionegrensis D.A.Simpson
- Mapania sessilis Merr.
- Mapania seychellaria D.A.Simpson
- Mapania silhetensis C.B.Clarke
- Mapania soyauxii (Boeckeler) H.Pfeiff.
- Mapania spadicea Uittien
- Mapania squamata (Kurz) C.B.Clarke
- Mapania steyermarkii T.Koyama
- Mapania sumatrana (Miq.) Benth.
- Mapania surinamensis Uittien
- Mapania sylvatica Aubl.
- Mapania tamdaoensis N.K.Khoi
- Mapania tenuiscapa C.B.Clarke
- Mapania tepuiana (Steyerm.) T.Koyama
- Mapania testui Cherm.
- Mapania theobromina D.A.Simpson
- Mapania tonkinensis (E.G.Camus) T.Koyama
- Mapania vitiensis (Uittien) T.Koyama
- Mapania wallichiana C.B. Clarke
- Mapania wallichii C.B.Clarke
- Mapania zeylanica (Thwaites) Trimen

Selon Tropicos (22 octobre 2017) (Attention liste brute contenant possiblement des synonymes) :
- Mapania affinis Merr.
- Mapania africana Boeckeler
- Mapania afro-orientalis Lye
- Mapania albescens C.B. Clarke
- Mapania ampla (Poepp. & Kunth) Lye
- Mapania amplivaginata K. Schum.
- Mapania andamanica C.B. Clarke
- Mapania angustifolia Uittien
- Mapania archboldii Uittien
- Mapania arunachalensis G.D. Pal
- Mapania aschersoniana (Boeckeler) H. Pfeiff.
- Mapania assimilis T. Koyama
- Mapania aturensis D.A. Simpson
- Mapania baccifera C.B. Clarke
- Mapania balansae (E.G. Camus) T. Koyama
- Mapania baldwinii Nelmes
- Mapania banahaensis Elmer
- Mapania bancana (Miq.) Benth. & Hook. f. ex B.D. Jacks.
- Mapania bieleri De Wild.
- Mapania borneensis Merr.
- Mapania bougainvillensis D.A. Simpson
- Mapania cacumina (Nelmes) Lye
- Mapania caudata Kük.
- Mapania chevalieri (Nelmes) Lye
- Mapania coodei D.A. Simpson
- Mapania coriandrum Nelmes
- Mapania cuatrecasasii T. Koyama
- Mapania cuspidata (Miq.) Uittien
- Mapania debilis C.B. Clarke ex Ridley
- Mapania deistelii K. Schum.
- Mapania dictyophlebia S.T. Blake
- Mapania dolichopoda Tang & F.T. Wang
- Mapania dolichostachya K. Schum.
- Mapania dwanensis Cherm.
- Mapania effusa (C.B. Clarke) T. Koyama
- Mapania elegans E.G. Camus
- Mapania enodis (Miq.) C.B. Clarke
- Mapania ferruginea Ridl.
- Mapania flagellaris Uittien
- Mapania flavinux T. Koyama
- Mapania floribunda (Nees ex Steud.) T. Koyama
- Mapania fluviatilis Sandwith
- Mapania foxworthyi Merr.
- Mapania fusca (Nees) Lye
- Mapania gabonica Cherm.
- Mapania geelvinkensis Ohwi
- Mapania gracilipes Merr.
- Mapania gracillima Kük. & Merr.
- Mapania graminea Uittien
- Mapania grandiceps Kük.
- Mapania grandis (Uittien) T. Koyama
- Mapania hainanensis Merr.
- Mapania herrerae Gómez-Laur.
- Mapania heterocephala Merr.
- Mapania heteromorpha (Nelmes) Lye
- Mapania heterophylla (Boeckeler) Lye
- Mapania heyneana Back.
- Mapania hispida D.A. Simpson
- Mapania holttumii J. Kern
- Mapania humilis (Hassk. ex Steud.) Fern.-Vill.
- Mapania hypolytroides F. Mueller ex Benth.
- Mapania imeriensis (R. Gross) T. Koyama
- Mapania immersa (Thwaites) Benth. ex C.B. Clarke
- Mapania inopinata Uittien
- Mapania insignis Sandwith
- Mapania ivorensis (J. Raynal) J. Raynal
- Mapania javana Uittien
- Mapania johorensis (Uittien) T. Koyama
- Mapania kurzii C.B. Clarke
- Mapania lactea Kük.
- Mapania lancifolia (C.B. Clarke) Lye
- Mapania latifolia Uittien
- Mapania ledermanii Kük.
- Mapania ledermannii Kük.
- Mapania liberiensis D.A. Simpson
- Mapania linderi Hutch. ex Nelmes
- Mapania longa Ridley ex C.B. Clarke
- Mapania longiflora C.B. Clarke
- Mapania longifolia (Boeckeler) C.B. Clarke
- Mapania longirostris Kük.
- Mapania longispica Ridl.
- Mapania lorea Uittien
- Mapania lucbanensis Elmer
- Mapania lucida N.E. Br.
- Mapania macilenta (Ohwi) T. Koyama
- Mapania macilentula (Ohwi) T. Koyama
- Mapania macrantha (Boeckeler) H. Pfeiff.
- Mapania macrocephala K. Schum.
- Mapania macrophylla (Boeckeler) H. Pfeiff.
- Mapania maguireana T. Koyama & Steyerm.
- Mapania mangenotiana Lorougnon
- Mapania mannii C.B. Clarke
- Mapania margaritae Ohwi
- Mapania maschalina J. Kern
- Mapania mauritiana (Nees ex Kunth) Lye
- Mapania meditensis D.A. Simpson
- Mapania micrococca (T. Koyama) D.A. Simpson
- Mapania micropandanus Holttum
- Mapania minor (Nelmes) Raynal
- Mapania monosperma (Jacq.-Fél.) Maguire & T. Koyama
- Mapania monostachya Uittien
- Mapania montana Lauterb. & K. Schum.
- Mapania moseleyi C.B. Clarke
- Mapania multispicata C.B. Clarke
- Mapania neblina D.A. Simpson
- Mapania nudicaulis (Cherm.) Lye
- Mapania nudispica T. Koyama
- Mapania oblonga C.B. Clarke
- Mapania obscuriflora D.A. Simpson
- Mapania pacifica (Hosok.) T. Koyama
- Mapania palauensis Hosok.
- Mapania pallescens Lye
- Mapania palustris (Hassk. ex Steud.) F.-Vill.
- Mapania pandanacea Ridl.
- Mapania pandanifolia Sander
- Mapania pandanophylla (F. Muell.) K. Schum.
- Mapania papuana Ridl.
- Mapania paradoxa J. Raynal
- Mapania parvibractea (C.B. Clarke) T. Koyama
- Mapania parvibracteata (C.B. Clarke) T. Koyama
- Mapania pedunculata D.A. Simpson
- Mapania petiolata C.B. Clarke
- Mapania platyphylla Merr.
- Mapania polystachya (Cherm.) Lye
- Mapania pubisquama Cherm.
- Mapania purpurascens (Cherm.) Lye
- Mapania purpuriceps (C.B. Clarke) J. Raynal
- Mapania pycnocephala (Benth.) Benth.
- Mapania pycnostachya (Benth.) T. Koyama
- Mapania pynaertii De Wild.
- Mapania radians C.B. Clarke
- Mapania radulosa Ridl.
- Mapania raynaliana D.A. Simpson
- Mapania rhynchocarpa G. Lorougnon & J. Raynal
- Mapania richardsii Uittien
- Mapania rionegrensis D.A. Simpson
- Mapania rostrata Elmer ex Uittien
- Mapania scaberrima (Boeckeler) C.B. Clarke
- Mapania schraderiana (Nees) Lye
- Mapania secans K. Schum.
- Mapania sessilis Merr.
- Mapania seychellaria D.A. Simpson
- Mapania silhetensis C.B. Clarke
- Mapania simplex (Ridl.) T. Koyama
- Mapania sinensis Uittien
- Mapania soyauxii (Boeckeler) H. Pfeiff.
- Mapania spadicea Uittien
- Mapania squamata (Kurz) C.B. Clarke
- Mapania steyermarkii T. Koyama
- Mapania stolonifera Uittien
- Mapania sumatrana (Miq.) Benth.
- Mapania surinamensis Uittien
- Mapania sylvatica Aubl.
- Mapania sylvestris Vahl
- Mapania tamdaoensis N.K. Khoi
- Mapania tenuiscapa C.B. Clarke
- Mapania tepuiana (Steyerm.) T. Koyama
- Mapania testui Cherm.
- Mapania theobromina D.A. Simpson
- Mapania thoreliana E.G. Camus
- Mapania tonkinensis (E.G. Camus) T. Koyama
- Mapania triquetra Ridl.
- Mapania tumida Uittien
- Mapania valida Ridl.
- Mapania vitiensis (Uittien) T. Koyama
- Mapania wallichiana C.B. Clarke
- Mapania wallichii C.B. Clarke
- Mapania yapensis Hosok.
- Mapania zeylanica (Thwaites) Benth. ex C.B. Clarke